# ماریا آیتکن
ماریا آیتکن (انگلیسی: Maria Aitken؛ زادهٔ ۱۲ سپتامبر ۱۹۴۵) یک هنرپیشه، و فیلم‌نامه‌نویس اهل ایرلند است.

## بخشی از فیلمشناسی
از فیلم‌ها یا برنامه‌های تلویزیونی که وی در آن نقش داشته‌است می‌توان به آثار زیر اشاره کرد.
- دکتر فاستوس (فیلم ۱۹۶۷) (۱۹۶۷)
- گروتسک (فیلم) (۱۹۹۶)
- خیابان هاف مون (فیلم) (۱۹۸۶)
- ماری، ملکه اسکاتلند (۱۹۷۱)
- موجودات درنده (۱۹۹۷)
- جناح (فیلم) (۱۹۹۸)